# Guerra civil dominicana
La Guerra civil dominicana, també coneguda com la Guerra d'abril, la Revolució del 65, o simplement com la Revolució d'abril, va tenir lloc entre el 24 d'abril i el 3 de setembre de 1965, a Santo Domingo, República Dominicana. Es va iniciar quan seguidors civils i militars del president constitucionalment electe Juan Bosch van enderrocar al president Donald Reid Cabral. El cop d'estat va portar el general Elías Wessin y Wessin a organitzar militars lleials al president Reid, iniciant una campanya contra els nomenats rebels constitucionalistes. Al·legacions de suport estranger als rebels va portar a una intervenció dels Estats Units en el conflicte, que després es va transformar en una ocupació de l'Organització dels Estats Americans (OEA) al país. Es van celebrar eleccions el 1966, en les quals Joaquín Balaguer va ser elegit president. Més tard, al mateix any, les tropes internacionals es van retirar del país.

## Antecedents

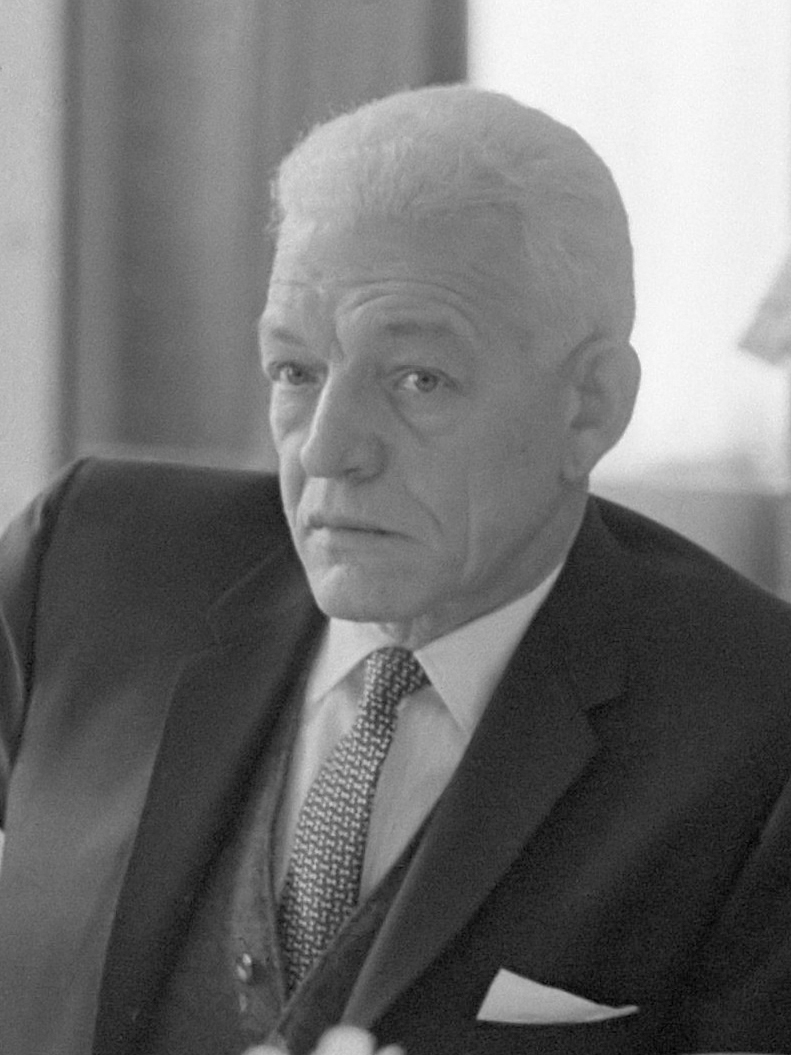
Les tropes constitucionalistes van intentar reinstal·lar al president enderrocat Juan Emilio Bosch Gaviño al poder.

El 19 de novembre de 1911, el general Luis Tejera va dirigir a un grup de conspiradors en una emboscada al carruatge tirat per cavalls del president dominicà Ramón Cáceres. Durant el tiroteig, Cáceres va ser assassinat i Tejera ferit en una cama. Al consegüent buit de poder, el general Alfredo Victoria, comandant de l'exèrcit, va prendre el control i va obligar el Congrés a elegir el seu oncle, Eladio Victoria, com nou president. El general va ser sospitós d'haver subornat al Congrés, i el seu oncle, que va assumir el càrrec el 27 de febrer de 1912, mancava de legitimitat. L'ex president Horacio Vásquez va regressar aviat de l'exili per liderar els seus seguidors, els «horacistes», en un aixecament popular contra el nou govern.
El resultat va ser alguns anys de gran inestabilitat política i guerra civil. La mediació dels Estats Units per part de les administracions de William Howard Taft i Woodrow Wilson va aconseguir un breu respir cada vegada. Un estancament polític el 1914 es va trencar després d'un ultimàtum de Wilson dient-los als dominicans que escollissin un president o que els Estats Units l'imposaria. Es va elegir un president provisional, i més tard al mateix any unes eleccions relativament lliures van posar a l'ex president (1899-1902) Juan Isidro Jimenes Pereyra novament al poder. Per aconseguir un govern més àmpliament recolzat, Jimenes va nomenar individus de l'oposició al seu gabinet. Però això no va portar la pau i, amb el seu ex Secretari de guerra Desiderio Arias maniobrant per deposar-ho i, malgrat l'oferta d'ajut militar dels Estats Units contra Arias, Jimenes va dimitir el 7 de maig de 1916.
Wilson va ordenar així l'ocupació dels Estats Units de la República Dominicana. El Cos de Marines dels Estats Units d'Amèrica van desembarcar el 16 de maig de 1916 i van tenir el control del país dos mesos més tard. El govern militar establert pels Estats Units, dirigit pel Contraalmirall Harry Shepard Knapp, va ser repudiat pels dominicans, amb moltes faccions dintre del país que encapçalaven les campanyes de la guerrilla contra les forces dels Estats Units. [6] El règim d'ocupació va mantenir la majoria de les lleis i institucions dominicanes i va pacificar sobre manera a la població en general. El govern d'ocupació també va reviure l'economia dominicana, va reduir el deute del país, va construir una xarxa de carreteres que finalment va interconnectar totes les regions del país i va crear una Guàrdia Nacional professional per reemplaçar les unitats partisanes en guerra.
La vigorosa oposició a l'ocupació va continuar, i després de la Primera Guerra Mundial també va augmentar en els Estats Units. Allà, el president Warren G. Harding (1921-23), successor de Wilson, va treballar per donar fi a l'ocupació, com havia promès fer durant la seva campanya. El govern dels Estats Units va acabar a l'octubre de 1922 i les eleccions es van portar a terme al març de 1924. El vencedor va ser l'ex president (1902-03) Horacio Vásquez Lajara, qui va cooperar amb els Estats Units. Va ser nomenat el 13 de juliol i les forces dels Estats Units se'n van anar al setembre. Vásquez va donar al país sis anys de govern estable, en què es van respectar els drets polítics i civils i l'economia va créixer amb força, en un ambient relativament pacífic.
Una rebel·lió (o cop d'estat),) contra el president Horacio Vásquez va esclatar al febrer de 1930 a Santiago. Rafael Trujillo va fer un tracte secret amb el líder rebel Rafael Estrella Ureña; en canvi que Trujillo deixés que Estrella prengués el poder, Estrella el permetria a Trujillo presentar-se per a president en unes noves eleccions. Mentre els rebels marxaven cap a Santo Domingo, Vásquez va ordenar a Trujillo que els reprimís. Tanmateix, fingint «neutralitat», Trujillo va mantenir els seus homes en les casernes, permetent que els rebels d'Estrella prenguessin la capital virtualment sense oposició. El 3 de març, Estrella va ser proclamat president interí, amb Trujillo confirmat com a cap de la policia i de l'exèrcit. Segons el seu acord, Trujillo es va convertir en el candidat presidencial de la recentment formada Coalició Patriòtica de Ciutadans (Coalición patriotica de los ciudadanos), amb Estrella com seu company. Els altres candidats es van convertir en blancs de fustigació per part de l'exèrcit i es van retirar quan es va fer evident que Trujillo seria l'única persona a qui se'l permetria fer una campanya efectiva. Finalment, el grup Trujillo-Estrella es va proclamar victoriós amb un inversemblant 99 per cent dels vots. Segons l'ambaixador dels Estats Units, Trujillo va rebre més vots que els votants reals.

El 30 de maig de 1961 Trujillo va ser assassinat a trets quan el seu Chevrolet Bel Air blau de 1957 va ser emboscat en una carretera fora de la capital dominicana. Va ser víctima d'una emboscada tramada per diversos homes, entre ells el general Juan Tomás Díaz, Antonio de la Maza, Amado García Guerrero i el general Antonio Imbert Barrera.
El país va estar sota el govern de la junta militar fins a 1963, quan es van organitzar eleccions democràtiques amb l'ajut dels Estats Units. Juan Emilio Bosch Gaviño va sortir victoriós en les eleccions, assumint el càrrec. Bosch va tractar d'implementar una sèrie de reformes socialdemòcrates, causant la ira del clericat, magnats de negocis i membres de l'exèrcit, els qui van iniciar una campanya de rumors acusant Bosch de ser un comunista. El 25 de setembre de 1963, un grup de 25 alts comandants militars liderats per Elías Wessin y Wessin van expulsar Bosch del país i van instaurar a Donald Reid Cabral, com nou president. L'acabat d'instal·lar no va aconseguir el suport popular, al mateix temps hi va haver diverses faccions preparades per llançar cops. Entre ells estaven els constitucionalistes de Bosch, un grup dintre de l'exèrcit dominicà sota el comandament de Peña Taveras, els partidaris de l'ex líder del Partit Revolucionari Dominicà Nicolás Silfa i els conspiradors aliats amb Joaquín Balaguer.

## Revolució d'abril i intervenció estrangera

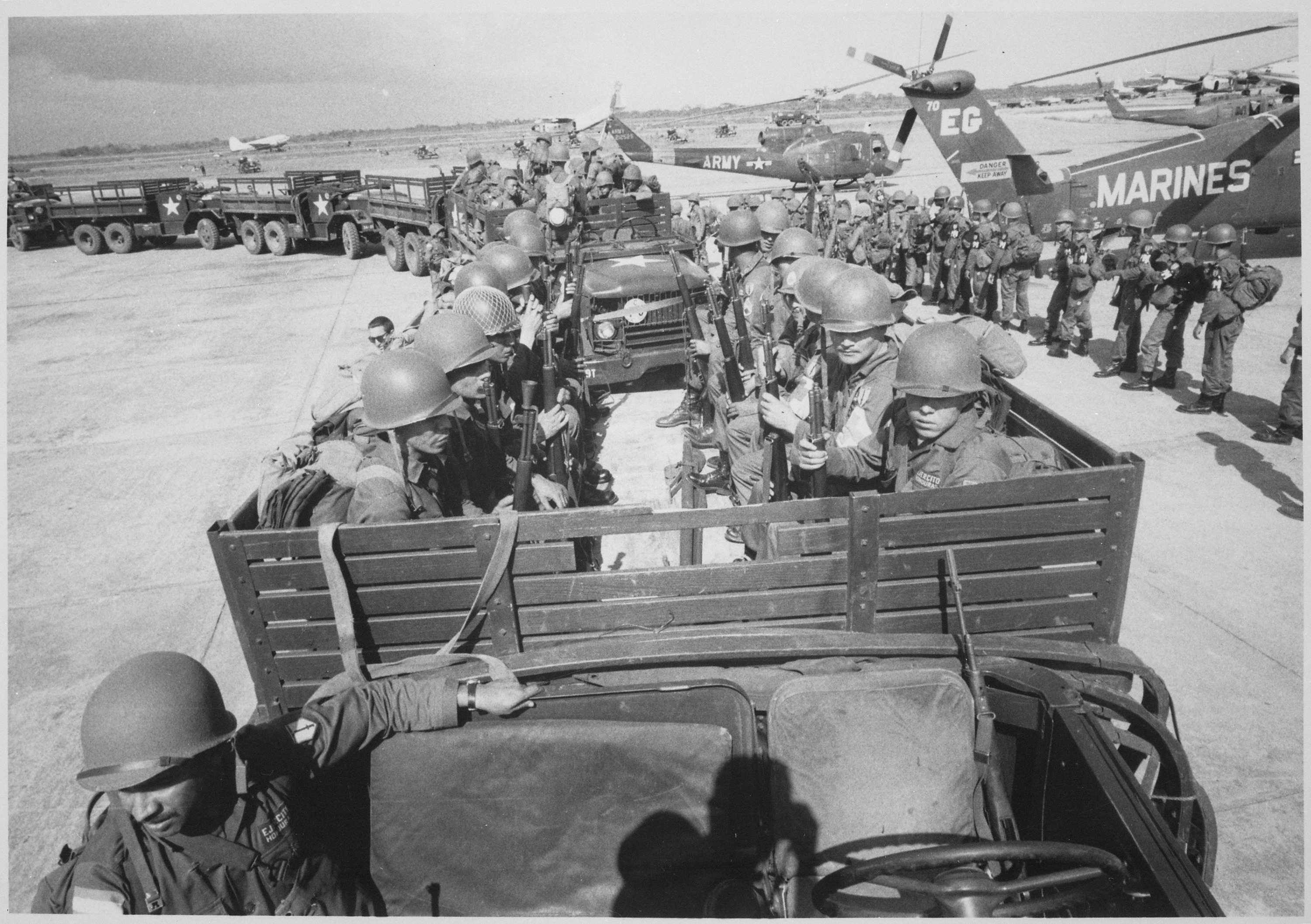
Els soldats hondurenys IAPF arriben a la República Dominicana el 1965.

El 24 d'abril de 1965, tres oficials subalterns van sol·licitar una reunió amb el president Donald Cabral Reid. Reid va revocar la comissió després de rebre notícies d'un suposat pla antigovernamental. Quan el Cap de l'Estat Major Cuesta, va ser enviat a discutir amb els oficials al campament militar del «16 d'agost», va ser detingut immediatament. Un grup de constitucionalistes militars i partidaris del Partit Revolucionari Dominicà (PRD) es van apoderar de l'edifici de Ràdio Santo Domingo, emetent crides de sedició, al mateix temps que oficials constitucionalistes van distribuir armes i còctels Molotov als seus camarades civils. Les transmissions van provocar la guarnició del campament «27 de febrer» i una unitat d'homes granota de l'Armada Dominicana per desertar. Un gran nombre d'oficials de policia van abandonar els seus llocs i es van canviar a la roba civil.
A l'endemà, el president Reid va nomenar al general Wessin y Wessin nou cap de gabinet, Wessin va reunir les tropes del govern, qualificant-les de lleials i anunciant els seus plans per reprimir la rebel·lió. A les 10:30 del matí, els rebels van irrompre en el palau presidencial i van arrestar Reid. Algunes hores més tard, quatre lleials van realitzar amb Mustang P-51 van realitzar bombardejos aeris al Palau Nacional i d'altres posicions constitucionalistes, un avió va ser abatut durant l'incident. Una única nau lleial, «Mella» situada en el riu Ozama, també va bombardejar el palau. Tenint por que una turba que s'havia reunit al palau linxés a Reid, el comandant rebel Francisco Caamañole va permetre escapar, ja que Reid ja havia perdut el suport dels lleials. La majoria dels líders de DRP van fugir de la capital, mentre que els constitucionalistes van mobilitzar un total de 5.000 civils armats i 1.500 membres de les forces armades.
El 26 d'abril, José Rafael Molina Ureña va ser declarat president provisional mentre que al mateix temps grans multituds es congregaven als carrers exigint el retorn de Bosch de l'exili. Mentrestant, els diplomàtics dels Estats Units situats a Santo Domingo van iniciar els preparatius per a l'evacuació de 3.500 ciutadans dels Estats Units que vivien en la ciutat. A la matinada del 27 d'abril, 1.176 civils estrangers que s'havien reunit prèviament a l'Hotel Embajador van ser traslladats amb avió a la instal·lació naval de Bajos de Haina, on van abordar bucs, així com helicòpters que els va evacuar de l'illa a portaavions. El mateix dia, 1.500 tropes lleials recolzades tancs blindats van marxar des de la base aèria de San Isidro, capturant el pont Duarte i prenent posició a la riba oest del riu Ozama. Una segona força formada per 700 soldats va abandonar la ciutat de San Cristóbal i va atacar els suburbis de l'oest de Santo Domingo. Els rebels van envair la Fortalesa Ozama quarter general de la policia, prenent 700 presoners. El 28 d'abril, civils armats van atacar l'estació de policia i van executar tots els agents de policia que van sobreviure a l'escaramussa inicial. Un batalló d'infants de marina dels Estats Units va aterrar a Haina, i després es va traslladar a l'Hotel Embajador on va brindar assistència als pròxims ponts aeris. Durant la nit, 684 civils van ser traslladats amb avió a un portaavions. Un marí dels Estats Units va ser assassinat per un franctirador rebel durant l'operació.

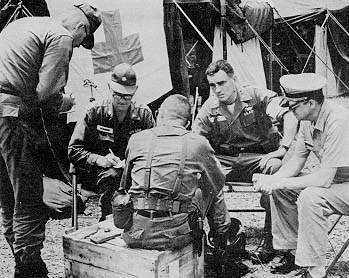
Oficials del Servei Mèdic dels Estats Units reunits a la vora de Santo Domingo a començaments de maig de 1965.

El 29 d'abril, l'ambaixador dels Estats Units a la República Dominicana, William Tapley Bennett, que havia enviat nombrosos informes al president Lyndon Johnson, va informar que la situació havia assolit proporcions perilloses per a la vida de ciutadans dels Estats Units i que els rebels rebien suport estranger. Bennett va emfasitzar que Estats Units havia d'actuar tot seguit, ja que la creació d'una coalició internacional necessitaria molt de temps. Contrari als suggeriments dels seus assessors, Johnson va autoritzar la transformació de les operacions d'evacuació en una intervenció militar a gran escala a través de l'Operació Power Pack, amb l'objectiu de prevenir el desenvolupament del que ell va veure com una segona Revolució cubana.

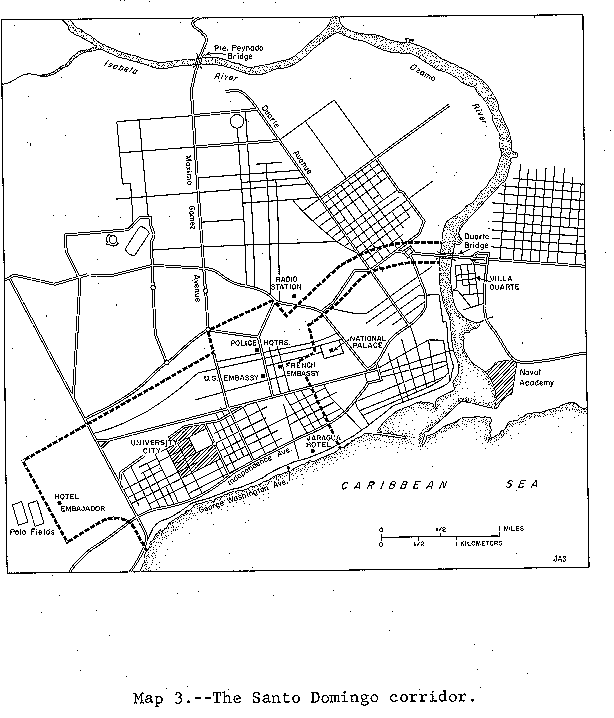
Mapa de la Zona de Seguretat Internacional.

A les 2:16 am del 30 d'abril de 1965, la 3a Brigada de la 82ena Divisió Aerotransportada va aterrar a la Base Aèria de San Isidro, començant la intervenció militar dels Estats Units al conflicte. Durant les següents dues hores, es van afegir dos equips de combat de brigada i equip pesat. A l'alba, el 1r Batalló, 508 Regiment d'Infanteria va avançar per la carretera de San Isidro, assegurant una posició a l'est del pont Duarte. El 1r Batalló 505 Regiment d'Infanteria va romandre en la base aèria i va enviar patrulles al perímetre. Una força de 1,700 Marines de la 6ena Unitat Expedicionària de Marines va ocupar una àrea que contenia diverses ambaixades estrangeres, el lloc va ser proclamat «Zona de Seguretat Internacional» per l'Organització dels Estats Americans.(OEA) Al matí, l'OEA també va emetre una resolució cridant els combatents a donar fi a totes les hostilitats. A les 16:30 hores, representants dels lleials, els rebels i l'exèrcit dels Estats Units, van signar un alto el foc que entraria en vigor a les 23:45 hores. El temps del tractat va afavorir els lleials desmoralitzats, que en aquest moment havien perdut el control de Santo Domingo.
El 5 de maig, el Comitè de Pau de l'OEA va arribar a Santo Domingo, després va signar un segon acord d'alto el foc definitiu que va donar fi a la fase principal de la guerra civil. Segons la Llei de Santo Domingo, l'OEA es va encarregar de supervisar el compliment de l'acord de pau i distribuir aliments i medicaments a través de la capital. Els tractats van fallar en prevenir per complet violacions com ara tirotejos a petita escala i trets de franctiradors. Un dia més tard, els membres de l'OEA van establir la Força Interamericana de Pau (IAPF) amb l'objectiu de servir com una formació de manteniment de la pau a la República Dominicana. IAPF va consistir en 1,748 tropes brasileres, paraguaianes, nicaragüencs, costa-riquenys, salvadorenques i hondurenyes i va ser sota el comandament del general brasiler Hugo Panasco Alvim junt amb el general de l'exèrcit dels Estats Units, Bruce Palmer, servint com seu sotscomandant.

## Retirada
El 26 de maig, les forces dels Estats Units van començar a retirar-se gradualment de l'illa. El 15 de juny, els constitucionalistes van llançar un segon i últim intent d'ampliar els límits del seu bastió. En la batalla més sagnant de la intervenció, els rebels van començar el seu atac contra els llocs avançats dels Estats Units, emprant la major potència de foc fins al dia, van utilitzar granades de gas lacrimogen, metralladores calibre 50, canons de 20 mm, morters, llançacoets i foc de tancs. Els primers batallons dels regiments 505 i 508 d'infanteria ràpidament van passar a l'ofensiva. Dos dies d'enfrontaments li van costar als Estats Units cinc KIA i 31 WIA. Els brasilers van relatar haver tingut cinc ferits. Els constitucionalistes es van adjudicar 67 morts i 165 ferits.
Les primeres eleccions de la postguerra es van realitzar l'1 de juliol de 1966, enfrontant al candidat del Partit Reformista, Joaquín Balaguer, contra l'ex president Juan Emilio Bosch Gaviño. Balaguer va sortir victoriós a les eleccions, després de construir la seva campanya amb promeses de reconciliació. El 21 de setembre de 1966, les últimes forces de pau de l'OEA es van retirar de l'illa, donant fi a la intervenció estrangera en el conflicte.